# David Whitmore
David Lawrence Whitmore (né le 6 juillet 1967 à Daingerfield, Texas) est un joueur américain de football américain ayant évolué au poste de safety dans la National Football League (NFL) entre 1990 et 1995. Il remporte un Super Bowl (XXV) avec les Giants de New York. Il joue également pour les 49ers de San Francisco, les Chiefs de Kansas City et les Eagles de Philadelphie où il finit sa carrière en 1995.